# Nullsoft Scriptable Install System
Nullsoft Scriptable Install System (NSIS) — система створення програм-інсталяторів для Microsoft Windows з відкритим початковим кодом, створена компанією Nullsoft, яка заснована розробниками Winamp.
NSIS створений як альтернатива InstallShield, призначеного для комерційних продуктів.

## Історія
NSIS був розроблений для поширення Winamp. Він базується на попередньому продукті Nullsoft — PiMP (plugin Mini Packager), відомому також як SuperPiMP. Після версії 2.0a0, проект був переміщений на SourceForge.net, де до роботи над ним приєдналися і сторонні розробники. NSIS 2.0 був випущений через 2 роки.
NSIS версії 1 був дуже схожим на класичний Windows Installer, але він був більш керованим з допомогою скриптів та підтримував інші формати стиснення. NSIS версії 2 підтримує новий графічний інтерфейс користувача, LZMA-стиснення, багатомовність має хорошу систему плагінів.

### POSIX
Версія 2.01 була першою версією, яка підтримувала компіляцію на будь-якій з POSIX-платформ. Це дозволило створювати Windows-інсталятори на GNU/Linux та FreeBSD без використання емулятора Wine.
В даний час підтримується компіляція тільки для Windows.

## Скрипт
Компілятор NSIS — програма makensis — компілює скрипти у виконуваний код. Кожен рядок скрипту містить одну команду. Приклад:
```
 
# Приклад скрипту

 
Name
 
"Example1"

 
OutFile
 
"example1.exe"

 
InstallDir
 
"
$PROGRAMFILES
\Example1"

 
Page
 
Directory

 
Page
 
InstFiles

 
Section

   
SetOutPath
 
$INSTDIR

   
File
 
..
\
makensis.exe

 
SectionEnd

```

## Modern User Interface
У версії 2.0 було введено новий графічний інтерфейс користувача, названий Modern UI (MUI). MUI дуже схожий на інтерфейс майстрів, він підтримує екран заставки, вибору мови, вибір компонентів для інсталяції і ширші можливості налаштування у порівнянні зі своїм попередником. Приклад:
```
 
# Приклад скрипту з Modern UI

 
!include
 
MUI.nsh

 
Name
 
"Example 2"

 
OutFile
 
Example2.exe

 
!insertmacro
 
MUI_PAGE_WELCOME

 
!insertmacro
 
MUI_PAGE_LICENSE
 
"license.rtf"

 
!insertmacro
 
MUI_PAGE_DIRECTORY

 
!insertmacro
 
MUI_PAGE_COMPONENTS

 
!insertmacro
 
MUI_PAGE_INSTFILES

 
!insertmacro
 
MUI_PAGE_FINISH

 
!insertmacro
 
MUI_LANGUAGE
 
"English"

 
!insertmacro
 
MUI_LANGUAGE
 
"German"

 
!insertmacro
 
MUI_LANGUAGE
 
"French"

 
Section
 
"Extract makensis"

  
SetOutPath
 
$INSTDIR

  
File
 
..
\
makensis.exe

 
SectionEnd

```

## Плагіни
NSIS може бути розширений з допомогою плагінів, які можуть бути написані на C++, C, і Delphi. Плагіни можуть використовуватися для розширення функціональності та покращення інтерфейсу інсталятора. Плагіни можуть бути викликані в будь-якій частині коду NSIS скрипту.
З пакетом NSIS поставляється декілька плагінів, які дозволяють додавати нові сторінки, замінювати фонові зображення, завантажувати файли з інтернету, виконувати математичні обчислення, оновлювати файли та багато чого іншого.

## Особливості[2]
- Дуже маленький розмір інсталяційного блоку (близько 34 кбайт).
- zlib, bzip2 та LZMA-стиснення.
- Гнучка система скриптів.
- Багатомовність.
- Підтримка плагінів.
- Скрипт препроцесор.
- Створення Web-інсталяторів.

## Програми та ігри, що використовують NSIS[3]
| - Антивірус Касперського - 7-Zip - ATI Display Driver - CDex - Dev-C++ - DivX - eMule - Eve online - FileZilla - FL Studio | - Google Picasa - Google Talk - Hedgewars - Intel C++ (компілятор) - IrfanView - LyX - Miranda IM - Mozilla Firefox 2.0 - NASA World Wind - Notepad++ | - OpenOffice.org для Windows - OpenVPN - Pidgin - Qt SDK - VLC Player - Winamp - Fiction Book Editor - Minecraft (у деяких збірках Minecraft) - CherryPlayer |

## Редактори
Скрипти NSIS є простими текстовими файлами і можуть бути створені з допомогою будь-якого текстового редактора. Однак розроблено декілька спеціальних програм, які полегшують процес створення скриптів:
- EclipseNSIS на SourceForge.net — плагін для  Eclipse, який дозволяє редагувати, компілювати та тестувати NSIS скрипти;
- HM NIS EDIT [Архівовано 5 березня 2007 у Wayback Machine.] — NSIS-редактор/IDE;
- Venis [Архівовано 10 жовтня 2015 у Wayback Machine.] — візуальне середовище для NSIS.

## NSIS Media Malware
Назву NSIS має також компанія, що займається поширенням malware (шкідливих програм). Ймовірно, компанія вибрала собі таке ім'я, щоб здаватися соліднішою та законною, але це погано відбилося на репутації NSIS, яка не має ніякого відношення до цієї компанії. Деякі користувачі стверджували, що всі дистрибутиви, створені з допомогою NSIS, містять відповідну шкідливу програму. Насправді це не так, а наявність або відсутність зловмисного коду залежить від того, хто створює дистрибутиви і через які канали вони завантажуються.